# Cromwells erobring af Irland
|  | Artiklen indgår i en serie om Irlands historie |
Cromwells erobring af Irland refererer til den erobring som Parlamentets tropper under ledelse af Oliver Cromwell foretog af Irland i årene 1649-53 under krigen i de tre kongeriger.
I 1649 landede Cromwell og hans nydannede hær i Irland på et mandat fra det engelske parlament. Siden den irske opstand i 1641 havde Irland hovedsageligt været under ledelse af de forenede katolikker, der i 1649 underskrev en aftale med det royalistiske parti, der kort efter led nederlag i den engelske borgerkrig. Cromwells tropper besejrede både de forenede katolikker og de royalistiske tropper – som altså i sidste ende gjorde en ende på den irske forbundskrig – og besatte landet. Cromwell gennemtrumfede en række hårde straffelove mod katolikker. Det betød en konfiskation af næsten al katolsk jord. Parlamentets generobring var ekstrem brutal og der foregik krigsforbrydelser og endda folkedrab under generobringen. Cromwell er stadig en meget hadet person i Irland. En historiker påstod for nylig, at Cromwells militærstrategi lå inden for de rammer krig forgik indenfor i 1600-tallet, og at hans grusomhed er blevet blæst op til af senere propagandister, disse påstande er dog ikke accepteret af mange historikere.. Felttoget anslås at have berørt 15-20% af den irske befolkning enten i form af døden eller eksil.

## Forudsætninger
Det engelske parlament havde flere grunde til at sende en hær til Irland efter sejren i den engelske borgerkrig
- Der var i 1649 indgået en alliance mellem de det irske katolske forbund og Charles II( sønnen af den henrettede Charles I) og de engelske royalister. Det åbnede for, at der kunne sendes engelske royalistiske tropper til Irland, og at det irske katolske forbundstropper blev underlagt kommando af den royalistiske officer James Butler, jarl af Ormonde. Deres formål var at erobre England og genindføre monarkiet. Det var en trussel, som det ny engelske commonwealth ikke kunne sidde overhørig.
- Selv om det irske forbunds tropper ikke havde allieret sig med royalister, er det tænkeligt at det engelske parlament havde forsøgt at generobre Irland. Det havde allerede sendt tropper til Irland under krigen i de tre kongeriger(de fleste under ledelse af Michael Jones). De så Irland som en del af engelsk territorium – kun midlertidigt ude af kontrol efter den irske opstand i 1641.
- Mange engelske parlamentarister ville straffe irerne for deres massakrer på protestantiske bosættere (der bosatte sig på konfiskeret irsk land på befaling af den engelske trone) i 1641.
- Parlamentet havde rejst lån på 10 millioner pund under den såkaldte spekulantlov anno 1642, hvor kreditorerne fik sikkerhed i konfiskeret jord fra irske oprørere. For at betale disse kreditorer var det nødvendigt at erobre Irland og konfiskere jord.
- Cromwell og mange af hans mænd var puritanere og anså alt romersk-katolsk for kættersk. For dem var generobringen et korstog.

## Slaget ved Rathmine og Cromwells landgang i Irland
I 1649 i slutningen af det Irske Forbund var Dublin under oberst Michael Jones kommando Parlamentets eneste forpost i Irland . Ved Rathmines syd for Dublin samledes en styrke bestående af royalister og tropper fra det irske forbund under ledelse af James Butler, 1.hertug af Ormonde. Styrken havde i sinde at erobre Dublin for at fratage Parlamentet havnen, det havde planlagt at bruge ved deres landgang. Men styrken blev udsat for et overraskelsesangreb fra Jones 2.august, der bragte dem på flugt. Jones hævdede at have dræbt 4000 soldater og tilfangetaget 2517. Oliver Cromwell kaldte slaget, "et forbavsende guddommeligt lykketræf der er så fantastisk og belejligt, som vi kun kunne have drømt om",
Det betød, at han havde en sikker havn til landsætningen, og at han kunne beholde hovedstaden. Mens admiral Robert Blake blokerede den den royale flåde under ledelse af Ruprecht Pfalzgreve af Rhinen ved Kinsale, kunne Cromwell gå i land i Irland 15.august med 35 skibe fyldt med tropper og udstyr. To dage senere gik Henry Ireton i land med yderligere 77 skibe.
Ormondes tropper trak sig i forvirring tilbage fra Dublin. De var stærkt demoraliseret efter nederlaget ved Rathmines og var ude af stand til at udkæmpe et organiseret slag. Ormonde håbede at bevare de befæstede byer på østkysten, der kunne standse Cromwells for vinteren, da han ville mangle forsyninger. Ormonde håbe på at sygdom og epidemi kunne skabe uorden i Cromwells hær.

## Belejringen af Drogheda
Oliver Cromwell gik i gang med at sikre sig de andre befæstede byer på den irske østkyst for at sikre stabile forsyningslinjer fra England. Den første by, der faldt var Drogheda, der ligger omkring 50 kilometer nord for Dublin. Der var en 3000 mand stor styrke af royalister og irske forbundstropper i byen under ledelse af Arthur Aston. Efter at Cromwells tropper havde indtaget byen, blev størstedelen af garnisonen samt de katolske præster massakreret på hans ordre. Mange civile døde under plyndringen. Arthur Aston blev dræbt af rundhovederne med sit eget træben. Nedslagtningen af garnisonen i Drogheda blev modtaget med rædsel og mindes den dag i dag som et eksempel på Cromwells ekstreme grusomhed. Der blev hævdet i 1999(eks. af Tom ReillyCromwell, an Honourable Enemy, Dingle 1999) at Cromwells metoder ikke var usædvanlige for krigsførsel i det 17. århundrede
Efter at Drogheda var erobret, sendte Cromwell 5000 mand nordpå under ledelse af Robert Venables, for at tilbageerobre Ulster fra resterne af en skotsk pagtkristen hær, der havde været i området siden 1642. De besejrede skotterne i slaget ved Lisnagarvey. Parlamentaristerne blev mødt af en styrke bestående af bosættere fra Derry under ledelse af Charles Coote.

## Wexford, Waterford og Duncannon
Større artikler Plyndringen af Wexford, Belejringen af Waterford
Den nydannede hær (New Model Army) marcherede mod syd for at sikre sig de vigtige havne Wexford, Waterford og Duncannon. Wexford blev vidne til en anden skændig grusomhed, da parlamentariske tropper brød ind i byen, mens der foregik forhandlinger om dens overgivelse. 2000 soldater og 1500 civile blev dræbt og det meste af byen brændte . Hvorvidt Cromwell havde et medansvar for plyndringen er omdiskuteret. Han har ikke givet ordre til en plyndring, og han var i gang med forhandlingerne, da hans tropper brød ind i byen. På den anden side gjorde han ikke forsøg på at stoppe tropperne og straffende ingen for deres handlinger.
Angrebet gav nu ikke Cromwell nogen fordel: Ødelæggelsen af byen betød tværtimod at parlamentarikerne ikke kunne gøre brug af byen som leverancehavn i Irland. Resultatet af de massive ødelæggelser i Drogheda og Wexford var blandede. Til en vis grad kan de have virket afskrækkende på fremtidig modstand. Den royalistiske hærfører Ormonde mente, at Cromwells terror havde en paralyserende effekt på hans tropper. Byer som New Ross, Carlow og Kilkenny overgav sig straks efter Cromwells tropper indledte belejringen. På den anden side forlængede terroren modstanden i andre byer, da nogle irske katolikker var overbevist om, at de ville blive dræbt – overgivelse eller ej. Byer som Waterford, Duncannon, Clonmel, Limerick og Galway overgav sig først efter hårdnakket modstand. Cromwell kunne ikke erobre Waterford og Duncannon, hvor hans nydannede hær måtte fortrække til dens vinterkvarter, hvor mange af soldaterne døde af sygdomme som tyfus og dysenteri (havnebyerne Waterford og Duncannon overgav sig efter langvarige belejringer i 1650).

## Clonmel og erobringen af Munster
Hovedartikel Belejringen af Clonmel
I det følgende forår omringede Cromwells nydannede hær de sidste befæstede byer i det sydøstlige Irland – mest bemærkelsesværdigt det irske forbunds hovedstad Kilkenny, der overgav sig på de aftalte betingelser. Den nydannede hær fik sit eneste alvorlige tilbageslag i Irland ved Belejringen af Clonmel, hvor dens tab ved stormen på byens mure var på 2000 mand. Byen overgav sig dagen efter. Cromwells adfærd ved Clonmel og Kilkenny står i stærk kontrast til hans tidligere adfærd ved Drogheda og Wexford. Selv om hans tropper havde mistet adskillige mænd ved angrebet på de to byer, respekterede Cromwell overgivelsesbetingelserne, der garanterede liv og ejendom for byens borgere og evakuering af de bevæbnede irske tropper, der havde forsvaret byerne. Ændringen kan skyldes grusomhederne i den første del af krigen blev ført. Den havde ført til langvarig irsk modstand. I Drogheda og Wexfords fulgte Cromwell sædvanen for kontinental-belejring i midten af 1600-tallet: der blev ikke vist nåde.
Ormondes royalister holdt længe det meste af Munster, men blev overlistet af et mytteri i deres garnison i Cork af de britiske protestantiske tropper. De havde indtil 1648 kæmpet på parlamentarisk side og skulle nu kæmpe med det irske forbund. Mytteriet lagde vejen åben for Cromwell til Munster og han besejrede den lokale irske garnison i Slaget ved Macroom. De irske og royalistiske tropper flygtede til den anden side af Shannon og ind i Connacht.

## Sammenbruddet for den royalistiske alliance
I Maj 1650 afviste Charles II sin faders alliance med det Irske Forbund og indgik i stedet en alliance med de skotske Covenanter (se Bredaaftalen 1650). Ormondes muligheder for at sejre blev nu totalt undermineret. Herefter offentliggjorde Cromwell meget nådige overgivelsesbetingelser til de protestantiske royalister i Irland, og mange af dem skiftede side. Modstanden mod Cromwell bestod nu af irske katolikker og få indædte engelske royalister. Nu havde mange irske katolikker svært ved at forstå, hvorfor de skulle kæmpe under Ormonde, når ikke engang hans konge ville kendes ved ham. I maj 1650 overlod Cromwell føringen med tropperne til Henry Ireton for selv at tage hjem og udkæmpe den tredje fase af den engelske borgerkrig.

## Scarrifholis og ødelæggelsen af Ulsterhæren
Hovedartikel Slaget ved Scarrifholis
Tilbage for irerne og royalisterne var stadig de 6000 mand fra Ulster, tidligere styret af Owen Roe O´Neill der døde i 1649. Men hæren blev nu ledet af en uerfaren katolsk biskop Heber MacMahon. Ulsterhæren mødte en parlamentarisk hær, der primært bestod af britiske bosættere i slaget ved Scarrifholis i juni 1650 i Donegal. Ulsterhæren blev sendt en omvej og op til 2000 mand blev dræbt. Dertil skal lægges at MacMahon og mange af officererne i Ulsterhæren blev dræbt i slaget eller fanget og dræbt. Dermed forsvandt den sidste stærke modstand mod englænderne og sikrede dem Ulster. Selv om Cootes hær led store tab ved Belejringen af Charlemont, hvor den erobrede den sidste katolske bastion i nord, var den nu klar til at drage syd på og indtage den irske vestkyst.

## Belejringerne af Limerick og Galway
Hovedartikler Limericks belejring (1650-51) og Belejringen af Galway
Parlamentaristerne krydsede Shannon og gik ind i den vestlige Connaghtprovins i oktober 1650, efter at de havde omdirigeret en irsk styrke i Slaget ved Meelick Island. Tilliden til Ormonde var svækket efter den konstante strøm af militære nederlag til Parlamentets tropper og især det irske forbund. I december 1650 flygtede han til Frankrig; hærfører blev nu Ulick Burke of Clanricarde. De irske og royalistiske tropper var trængt inde i det vestlige Irland og satte deres lid til, at de var i stand til at holde de stærkt befæstede byer Galway og Limerick. De havde enorme nye forsvarsanlæg, der ikke kunne erobres med stormangreb som Drogheda og Wexford. Ireton belejrede Limerick, mens Coote omringede Galway, men de kunne ikke indtage dem. I stedet indledte de en blokade, der fremtvang overgivelse grundet sult og sygdom. Et irsk forsøg på at afhjælpe Limerick blev slået tilbage i Slaget ved Knocknaclashy. Limerick blev erobret i 1651 og Galway året efter. Sygdom tog livet af mange og Ireton døde sammen med tusindvis af soldater uden for Limerick i 1651.

## Guerillakrig, hungersnød og pest
Erobringen af Galway betød en afslutning på den organiserede krigsførsel, men kampe fortsatte med små irske styrker, der foretog guerillaangreb på englænderne.
Guerillafasen var sidste del af 1650 og den sidste del af 1651; der var stadig 30.000 bevæbnede mænd til at yde modstand mod erobrerne. Tories (afledt af det irske ord tóraidhe der betyder forfulgt mand) opererede fra svært tilgængeligt terræn som Bog of Allen, Wicklow Mountains eller Drumlin i det nordlige Midlands og de havde i løbet af et par måneder gjort landområderne ekstremt farlige for alle andre end store parlamentaristiske hære. I 1650 gennemførte Henry Ireton en straffeekspedition til Wicklow Mountains – dog uden synderlig succes.
I første del af 1651 blev det rapporteret at ingen engelsk forsyningskonvoj kunne vide sig sikker, hvis den bevægede sig mere end to mil uden for en militær base. Som modsvar ødelagde parlamentaristerne fødevareleverancer og satte civile fra hus og hjem, hvis de var mistænkt for at hjælpe Tories. John Hewson ødelagde systematisk madlagre i County Wicklow og County Kildare det samme gjorde Hardress Waller i Burren i County Clare og Oberst Cook i County Wexford. Resultatet blev hungersnød, der blev forstærket via udbrud af byldepest. Da Guerillekampene fortsatte, bestemte Parlamentet i april 1651, at indføre hvad Free Fire Zone, hvor enhver ville "blive dræbt eller ødelagt som fjender og deres kvæg og ejendele ødelagt eller beslaglagt". Taktikken var lykkedes i Niårskrigen, der endte i 1603. Briterne begyndte at sælge de tilfangetagne på lærlingekontrakter til De vestindiske Øer (specielt til Barbados, hvor deres efterfølgere er kendt som Redlegs). I alt blev der solgt 12.000 irere som slaver under engelsk Commonwealth.
Den sidste fase af krigen kostede flest civile livet. Kombinationen af krigsførelse, hungersnød og pest gav høj dødelighed blandt den irske befolkning. William Petty vurderede (I Down Survey) dødstallet til at være 618.000 i perioden 1641-53 eller rettere 40 % af befolkningen før krigsudbruddet. Han vurderede, at over 400.000 var katolikker og at alene 167.000 døde af hungersnød og krigsrelaterede sygdomme.
I sidste instans sluttede guerillakampene da Parlamentet offentliggjorde betingelserne for overgivelse i 1652. De tillod de irske tropper at drage til kontinentet og tjene i hære, der ikke var i krig med Commonwealth. De fleste tog til Frankrig eller Spanien. De største irske guerillastyrker overgav sig i maj 1652 under betingelser forhandlet på plads i Kilkenny. Der har nok stadig været omkring 11.000 kæmpende mænd i felten de fleste i Ulster i slutningen af året. De sidste regulære irsk-royalistiske soldater overgav sig ved Cloughoughter i County Cavan 27. april 1653. Der var dog fortsat enkelte guerillakampe som uro og røverbander årtiet ud. Nogle af Tories var blot røvere andre var politisk motiverede. Cromwells folk skelnede mellem "private Tories" og "Offentlige Tories", hvor private var banditter og de sidste var politiske.

## Cromwells bosættelser
Se hovedartiklerne Act for the Settlement of Ireland 1652 og Act of Settlement 1662
Cromwell påtvang katolikkerne en ekstrem hård bosættelse. Måske med grund i Cromwells dybe antipati mod den katolske religion og for at straffe de irske katolikker for den Irske Opstand, 1641, og specielt massakrerne på protestanterne i Ulster. Han skulle også betale sine lån til købmændene i London, som havde givet mulighed for felttoget på baggrund af Adventurers Act tilbage i 1642.
Alle, der havde været impliceret i opstanden i 1641, blev henrettet. De, der havde taget del i Det Irske Forbund, fik frataget deres land og blev solgt som slaver til Vestindien. Selv de katolske jordejere, der ikke havde deltaget i krigen, mistede deres jord, men fik ret til at kræve erstatningsjord i den ufrugtbare provins Connacht. Det blev ikke tilladt katolikker at bo i byer. De irske soldater, der havde kæmpet i det irske forbunds hær, forlod landet for at kæmpe i fremmede hære specielt i Frankrig og Spanien. William Pette anslår tallet til at være 54.000. Katolicisme blev forbudt, og der blev udlovet dusører på katolske præster, der omgående blev henrettet.
Det lane Parlament havde vedtaget Adventurers Act i 1642, der lovede, at kreditorer kunne indkræve deres gæld ved at få tildelt land i Irland. Parlamentets soldater, der havde kæmpet i Irland, fik tildelt et stykke jord i stedet for løn, som Commonwealth var ude af stand til at betale. Resultatet blev, at tusindvis af soldater fra Cromwells nydannede hær bosatte sig i Irland. Endelig øgede de protestanter, der boede i Irland før krigen, deres besiddelse kraftigt (Se også Irlands bosættelse). Før krigene ejede irske katolikker 60% af jorden, efter genindsættelse af Stuartdynastiet i 1660, hvor der var blevet givet en vis kompensation til katolikkerne, ejede de blot 20%. I Commonwealthtiden sank den katolske ejerskabsandel til 8%. Selv efter Stuarternes tilbagevenden i 1660 var katolikker forment adgang til at blive embedsmænd, men ikke fra at sidde i det irske parlament.

## Historisk debat
Felttoget i Irland er det blodigste i borgerkrigsperioden. Specielt gav Cromwells handlinger ved Drogheda og Wexford ham ry for umenneskelig grusomhed.
På den anden side forsvares Cromwell med at hans handlinger i Irland ikke var usædvanlige for samtiden. Cromwell selv forsvarede sin strenghed med, at den kun var rettet mod hans fjender. Beretningerne om hans massakrer er stadig omdiskuteret. Samtidige kilder betragter Drogheda som en uhørt massakre, og den opfattelse deles af mange historikere.
Cromwells bydende bemærkning da han ankom til Dublin:
"Jeg advarer hermed... alle officerer, soldater og andre til ikke at optræde forkert over for landets befolkning eller andre uanset hvad, med mindre at de rent faktisk bærer våben og udgør fjenden...de skal til gengæld rammes til det yderste"
Formålet med denne ordre var at sikre at lokalbefolkningen i det mindste ville sælge fornødenheder til dem. Det er værd at bemærke, at oberst Daniel Axtell blev stillet for en militær krigsret af Ireton på baggrund af de grusomheder hans soldater begik under slaget på Meelick Island i 1650.
Cromwells kritik er et forsøg på at imødegå en beskyldning fra katolske bisper om alligevel at bekæmpe ham trods hans påstand at hans intention overfor dem ikke havde været
massakre, landsforvisning og ødelæggelse af den katolske befolkning hvis de gør modstand Håber jeg at blive fri for trøstesløsheden og elendigheden, at blod og ruin skal ramme dem og jeg vil fryde mig over at påføre dem den hårdeste voldsomhed
For nylig er det blevet fremført af Tom Reilly i Cromwell, an Honourable Enemy at hvad der skete ved Drogheda og Wexford ikke var usædvanligt for det 17.århundredes belejringskrig, hvor byer blev taget med storm og dens indbyggere myrdet for at afskrække andre. Tidsskriftet History Ireland forfægter dog dette synspunkt: "Hans (Reilly) argument at Cromwell moralsk ingen ret havde til at tage civile liv og så på den anden side alligevel havde loven på sin side, ville ikke bestå nogen eksamen". Samtidig udtalte John Morrill at "Tom Reilly har søsat et stort projekt der vil rehabilitere Cromwells ære, men dette synspunkt er blevet skarpt forfægtet af andre forskere. Cromwell-kritiske historikere hæfter sig ved at selv i samtiden blev grufuldhederne ved Drogheda og Wexford opfattet som sådanne. De anfører i kilder at den parlamentaristiske kommandør efter Ireton, Edmund Ludlow, skrev at Cromwells taktik ved Wexford og Drogheda viste "ekstraordinær grusomhed".
Cromwells handlinger i Irland skal ses i sammenhæng med samtidige grusomheder. I 1641-42 havde irske katolikker dræbt mellem 4000 og 12000 protestantiske bosættere i Ulster inden de kunne flygte. Den protestantiske propaganda så det som et katolsk irsk forsøg på at udrydde protestantismen i Irland. Det fik det engelske parlament og skotske covenanter til at foretage en lignende hævn på den irske katolske befolkning. En parlamentspjece fra 1655 hævdede at "hele den irske nation, bestående af adel, gejstlige og borgerskab er engageret i den konflikt som sigter mod at fjerne og udrydde alle engelske protestanter blandt dem". En historiker er endda gået så langt som til at sige at "De katolske massakrer i 1641 var ment til at fungere som Cromwells påskud for at indlede sin folkedrabs og bosættelseskampagne".
Som krigen udviklede sig, var der grusomheder på alle sider. De skotske Covenantsoldater under ledelse af General Monroe, der blev sendt til Irland af det skotske parlament i 1642, massakrerede op mod 3.000 på Island Magee 9.januar 1642. Da Murrough O´Brien, jarl af Inchiquin og parlamentaristisk kommandør i Cork, erobrede Cashel i 1647 nedslagtede han hele garnisonen samt de gejstlige (inklusiv Theobald Stapleton) hvilket gav ham øgenavnet Murrough of the Burnings (I 1648 skiftede han sågar side og blev kommandør i den royalistiske hær). Efter slag som Dungans Hill og Scarrifholis nedslagtede engelske soldater de tilfangetagne irske katolikker. Forbundets katolske general Thomas Preston hængte irske katolikker som frafaldne, da han generobrede Maynooth i 1647. I England havde man set tilsvarende grusomheder i den sidste del af krigen ved belejringen af Colchester i 1648.
Cromwells grusomheder var ikke var usædvanlige, da han uden dem ikke kunne finansiere et langvarigt felttog.
Under alle omstændigheder er Cromwells felttog fra 1649-53 opfattet som uhørt grusomhed i irernes kollektive erindring. Hovedårsagen er den taktik, der lå bag nedkæmpelsen af guerillakampene fra 1650, som en stor del af den irske befolkning deltog i. Taktikken bestod af afbrænding af fødevarer, tvangforflyttelser af mennesker og drab på civile. Den hungersnød, der opstod over hele landet fra 1651, og de kommandører, der stod bag, ville være lige så oplagte at dømme for folkedrab og krigsforbrydelser efter moderne standarder som Cromwell selv.
Bosættelser, der foregik efter krigens afslutning, medførte nærmest folkedrab på den katolske befolkning i det østlige Irland, der blev tvangsforflyttet fra denne del af landet. Cromwells tilstedeværelse resulterede i et massivt fald i befolkningstallet primært grundet tvangsflytningerne.

## Langsigtet betydning
På langt sigt fuldendte Cromwells felttog den britiske kolonisering af Irland. Den indfødte katolske godsejer blev erstattet af protestantiske bosættere med en britisk identitet. Men Cromwell havde plantet en bitterhed, som skulle blive en af den irske nationalismes vigtigste kilder. Efter at Stuartdynastiet var blevet genetableret i 1660, tilbagegav Charles II omkring en tredjedel af det land og gods Cromwell havde frataget indfødte irere; han var afhængig af engelske parlamentarister for at styre og derfor kunne det ikke blive mere. En generation senere støttede irske katolikker James II i et forsøg på at tilbageerobre deres jord. (Under de Vilhelminske Irlandskrige fra 1688-91). Men de tabte på ny og mange mistede, hvad der havde fået tilbage i 1660. Resultatet blev, at irske og engelske katolikker ikke fik ret til at tilbagekøbe jord før 1793 og ikke politiske og borgerrettigheder før 1829.